# سيرافين فنخول
سيرافين فنخول (بالإسبانية: Serafín Fanjul)‏ (مدريد، 1945) إسباني مختص في الدراسات العربية. أستاذ حائز على درجة الدكتوراه في الفلسفة والآداب العربية والسامية من جامعة الكمبلوتنسي بمدريد ويعتبر تلميذ إميليو غارثيا غوميث.
شغل منصب مدير المركز الثقافي الإسباني بالقاهرة ثم أصبح أستاذا للأدب العربي بجامعة الأوتونما بمدريد بالإضافة إلى مشاركته في جريدة الـ أ بي ثي ABC والجريدة الإلكترونية ليبرتاد ديخيتال Libertad Digital، وهم من أهم وسائل الإعلام اليمينية الإسبانية.
يتوخى فنخول في مقالاته موقفا نقديا من بعض الجامعيين والسياسيين الأسبان التقدميين حيث يرى أنهم يجاملون الإسلام ويتساهلون مع المهاجرين ومع ما يسمى بقوميات الأطراف (في إشارة إلى الباسك والقطلان والجلقيين والأندلسيين... )
وفي مجال تخصصه فهو ينقد ازدواجية موقف بعض المختصين في الدراسات العربية الذين يدافعون عن مجتمعات لا يرغبون العيش فيها، كما يشكك في مثالية الماضي الإسلامي خاصة في الأندلس ويعتبر أن خطاب التعددية الثقافية غير مجدي وخاطئ تاريخيا. وهو يدعو إلى نشر حرية التعبير في البلدان الإسلامية يحذر من نشأة ذمية جديدة (ويعني تَقبُل تَبَعِيةِ غير المسلمين) والتي يتبنها بعض المثقفين الأوروبيين حسب رأيه.

## أعماله
- Las canciones populares árabes الأغاني الشعبية العربية (1976)
- Literatura popular árabe الأدب الشعبي العربي (1977)
- Mawwal egipcio: Expresión literaria popular - الموّال المصري: تعبير أدبي شعبي (رسالة دكتوراه، 1977)
- Al-Andalus contra España. La forja del mito - الأندلس تجاه (أو ضد) إسبانيا. صناعة الأسطورة (2000).

## هوامش
1. ↑  No quiero ser dhimmi، (لا أريد أن أكون ذميا) نشر في الأصل بجريدة الـ ABC. [وصلة مكسورة] نسخة محفوظة 14 مارس 2007 على موقع واي باك مشين.